# Lissonota setosa
Lissonota setosa är en stekelart som först beskrevs av Geoffroy 1785.  Lissonota setosa ingår i släktet Lissonota och familjen brokparasitsteklar. Arten är reproducerande i Sverige. Inga underarter finns listade i Catalogue of Life.